# کائمپفریا رتوندا
کائمپفریا رتوندا (نام علمی: Kaempferia rotunda) نام یک گونه از تیره زنجبیلیان است.